# Stagonospora suaedae
Stagonospora suaedae är en svampart som beskrevs av Syd. & P. Syd. 1911. Stagonospora suaedae ingår i släktet Stagonospora och familjen Phaeosphaeriaceae.   Inga underarter finns listade i Catalogue of Life.